# Fandub
Ne doit pas être confondu avec Fansub.
Le fandub ou fan-dub (mot-valise entre fan et dubbing (« doublage »)), parfois appelé en français « doublage amateur », est le doublage d'un film, d'une série ou d'une émission télévisée par des fans. Il peut s'agir aussi bien de doublages fidèles à l'œuvre doublée comme de doublage modifiant le sens original de l'histoire. Dans ce dernier cas, on peut parler alors de redub, ou bien encore de fundub pour un doublage à vocation humoristique.
De la même manière que le fansub, le fandub s'est grandement répandu avec Internet qui a rendu plus accessible les outils de doublage et la diffusion des productions.

## Mode opératoire
La qualité varie énormément entre les différentes productions en fonction des moyens.
Plusieurs logiciels sont utilisés par les fandubbers, dont des programmes diffusés sous licence libre comme Audacity (pour l'enregistrement) et VirtualDub (pour l'édition des vidéos).

## Controverse et éthique
Le fansub et le fandub repose implicitement sur une philosophie de libre distribution sur Internet des œuvres audiovisuelles qui ont été doublées ou sous-titrées par les fans. Leur support de travail, l'œuvre originale, est protégé par le droit d'auteur, ce qui rend l'activité illégale.
Ainsi, sur YouTube, nombreuses de ces vidéos parodiques sont régulièrement supprimées, alimentant le débat sur la limite qui sépare infraction au droit d'auteur et fair use. 
Comme de nombreux fandoms, le fandub peut aussi être une réaction de frustration des fans envers le travail des distributeurs pour adapter une œuvre à un pays, comme par exemple la mauvaise qualité d'un doublage localisé. Ainsi, LittleKuriboh, l'auteur du fandub parodique Yu-Gi-Oh: The Abridged Series, critique régulièrement dans ses productions 4Kids Entertainment, la compagnie responsable aux États-Unis du doublage et de la distribution de la série japonaise originale Yu-Gi-Oh!. 
De plus, la technologie permet de plus en plus aux fans d'offrir des productions d'une qualité équivalente, voire meilleure, à celles des distributeurs licenciés. Toutefois, le fandub ne se produit pas à un débit aussi important que le fansub, et la qualité des doublages atteint plus difficilement la qualité des doubleurs officiels, bien que la technologie future puisse faire évoluer cet aspect.